# Heteranomia squamula
Heteranomia squamula är en musselart som först beskrevs av Carl von Linné 1758.  Heteranomia squamula ingår i släktet Heteranomia och familjen sadelostron. Arten är reproducerande i Sverige. Inga underarter finns listade i Catalogue of Life.

## Bildgalleri

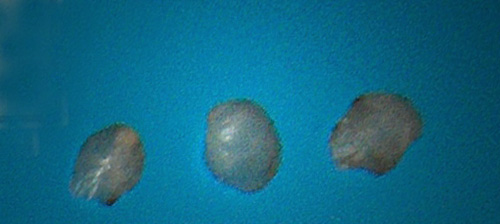